# Bryocyclops caroli
Bryocyclops caroli – gatunek widłonoga z rodziny Cyclopidae.

## Systematyka
Gatunek ten opisała w 1985 roku brazylijska biolog Maria Helena Gonzaga de Carvalho Bjornberg. Miejsce typowe to kampus Universidade de São Paulo w São Paulo w Brazylii. Okazy typowe (holotyp – samica, paratypy – samiec i 4 samice) zostały zebrane w lutym 1980 roku w wilgotnej liściastej ściółce – siedlisku nieznanym dotąd dla tego rodzaju widłonogów. Epitet gatunkowy upamiętnia Carlosa E.F. Rochę – wykładowcę na Universidade de São Paulo.